# Danilo Baltierra
Danilo Baltierra Cravi (Montevideo, Uruguay, 4 de octubre de 1968) es un exfutbolista uruguayo. Jugaba de volante, logró un tetracampeonato con el equipo Peñarol, formando parte del Segundo Quinquenio de Oro de Peñarol.

## Trayectoria
Su primer club fue Cerro, cuando ficha por Peñarol. 
Con los capitalinos gana en cuatro ocasiones el campeonato de su país, entre 1993 y 1996 de manera consecutiva.
La temporada 96/97 la pasa al CD Logroñés, de España, con quien quedaría colista de la Primera División. Se vuelve al Uruguay para jugar con Nacional de Uruguay. Con este club conseguiría el título de 1998.
Posteriormente, jugaría con Villa Española (1998), River Plate (1999), Rentistas (2000), O'Higgins (2000), nuevamente en Rentistas (2001), Progreso (2002) y Cerro de nuevo, donde colgaría los botines en el 2003.

## Clubes
| Club           | País    | Año       |
| -------------- | ------- | --------- |
| Cerro          | Uruguay | 1986-1991 |
| Peñarol        | Uruguay | 1991-1996 |
| CD Logroñés    | España  | 1996-1997 |
| Nacional       | Uruguay | 1998      |
| Villa Española | Uruguay | 1998      |
| River Plate    | Uruguay | 1999      |
| Rentistas      | Uruguay | 2000      |
| O'Higgins      | Chile   | 2000      |
| Rentistas      | Uruguay | 2001      |
| Progreso       | Uruguay | 2002      |
| Cerro          | Uruguay | 2003      |

## Palmarés

### Campeonatos nacionales
| Título              | Equipo   | País    | Año  |
| ------------------- | -------- | ------- | ---- |
| Campeonato Uruguayo | Peñarol  | Uruguay | 1993 |
| Campeonato Uruguayo | Peñarol  | Uruguay | 1994 |
| Campeonato Uruguayo | Peñarol  | Uruguay | 1995 |
| Campeonato Uruguayo | Peñarol  | Uruguay | 1996 |
| Campeonato Uruguayo | Nacional | Uruguay | 1998 |
| Torneo Permanencia  | Progreso | Uruguay | 2002 |